# Huishoudtextiel
Huishoudtextiel heeft betrekking op textielgoederen die in het huishouden gebruikt worden. Textielproducten die aan het lijf worden gedragen (kleding) vallen hier niet onder.

## Voorbeelden
Tot het huishoudtextiel worden zaken als beddengoed, washandjes, handdoeken, theedoeken, vaatdoeken en zakdoeken gerekend. Deze worden meestal, na gewassen en gestreken te zijn, opgeborgen in een linnenkast. Ook gordijnen, tafellakens, servetten en placemats van textiel worden wel tot het huishoudtextiel gerekend.

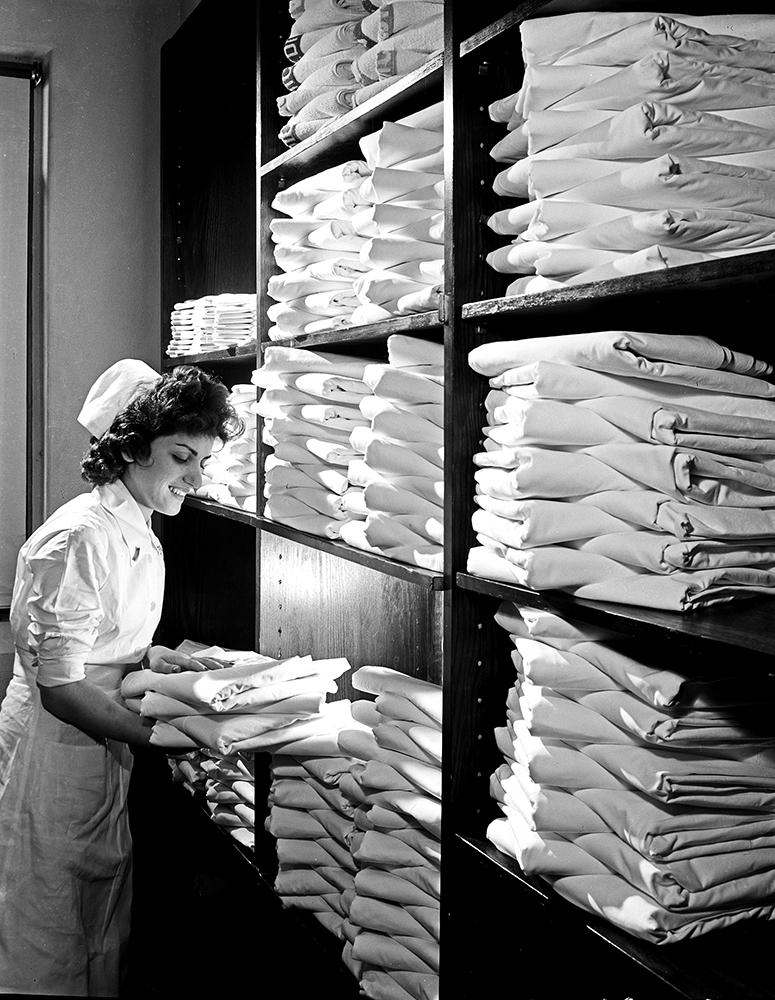
Lakens
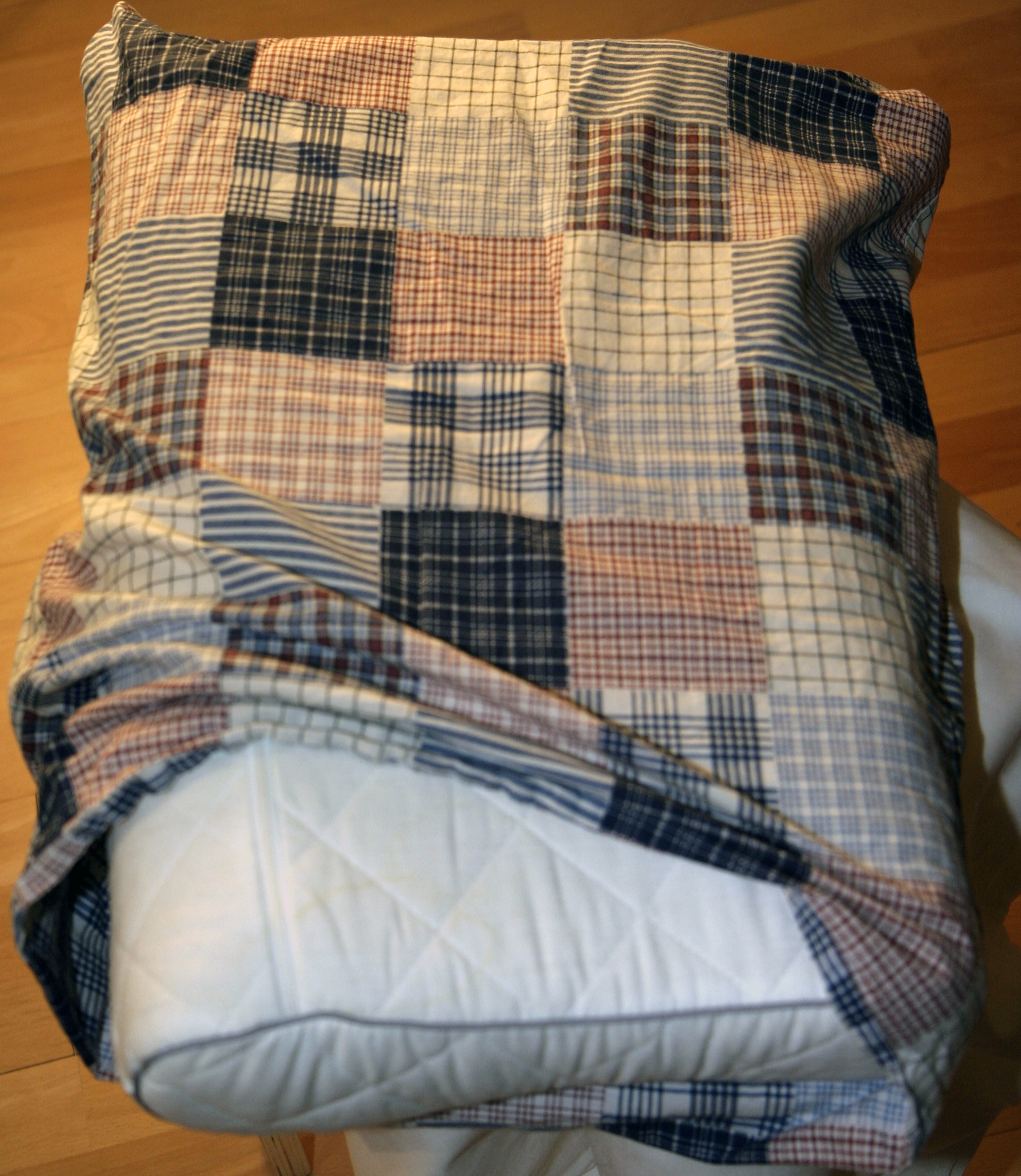
Kussensloop
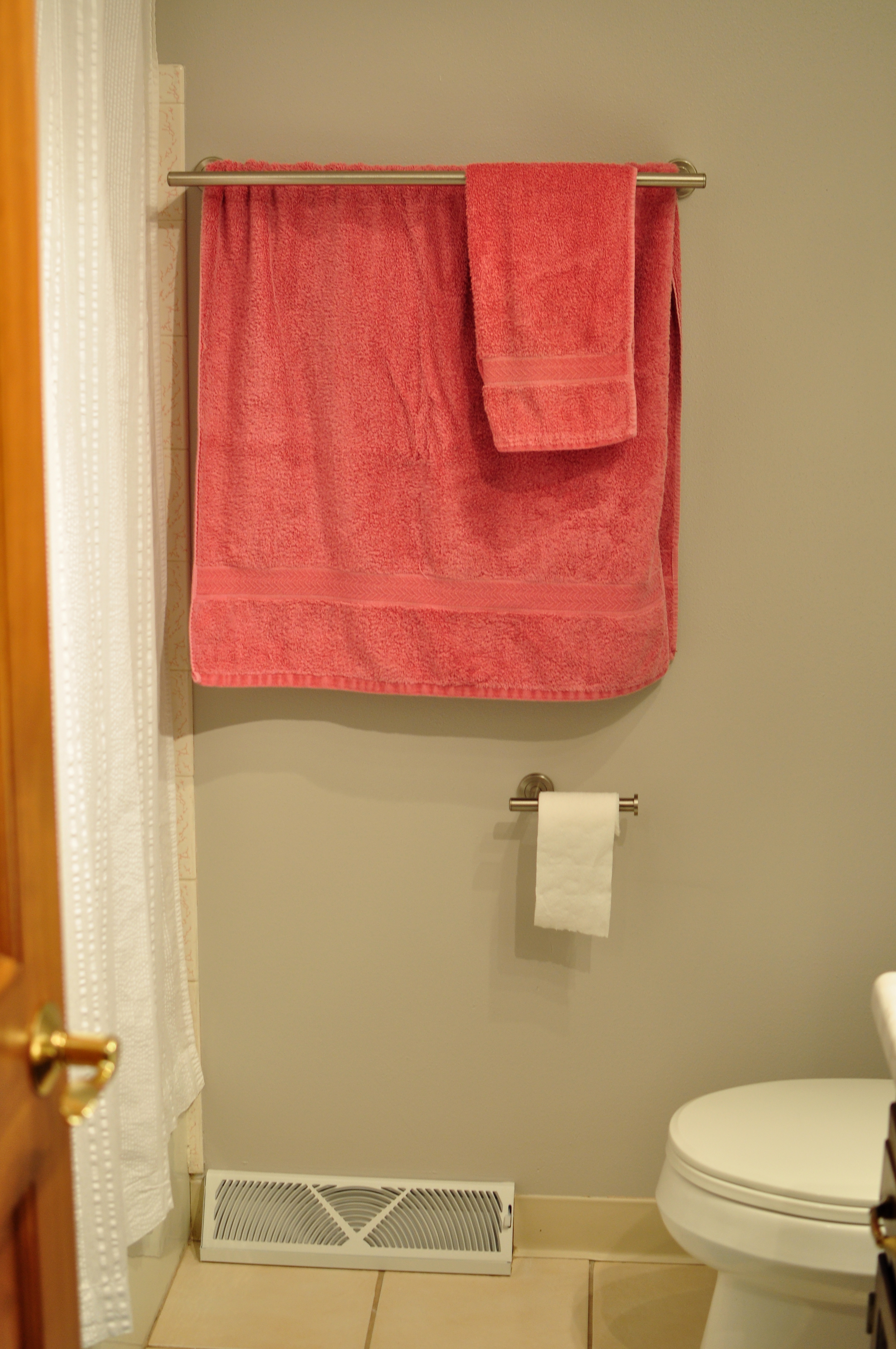
Handdoeken
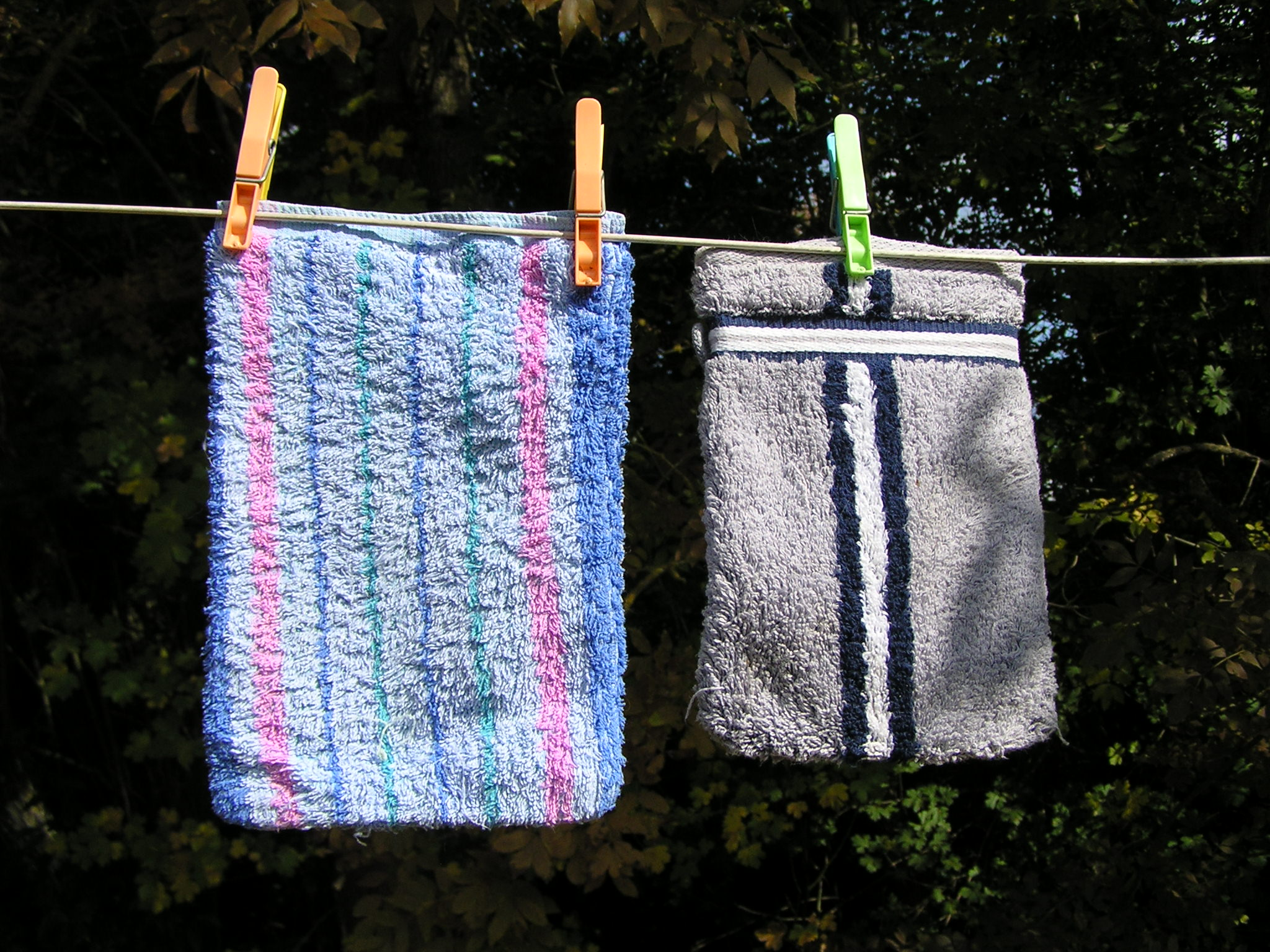
Washandjes
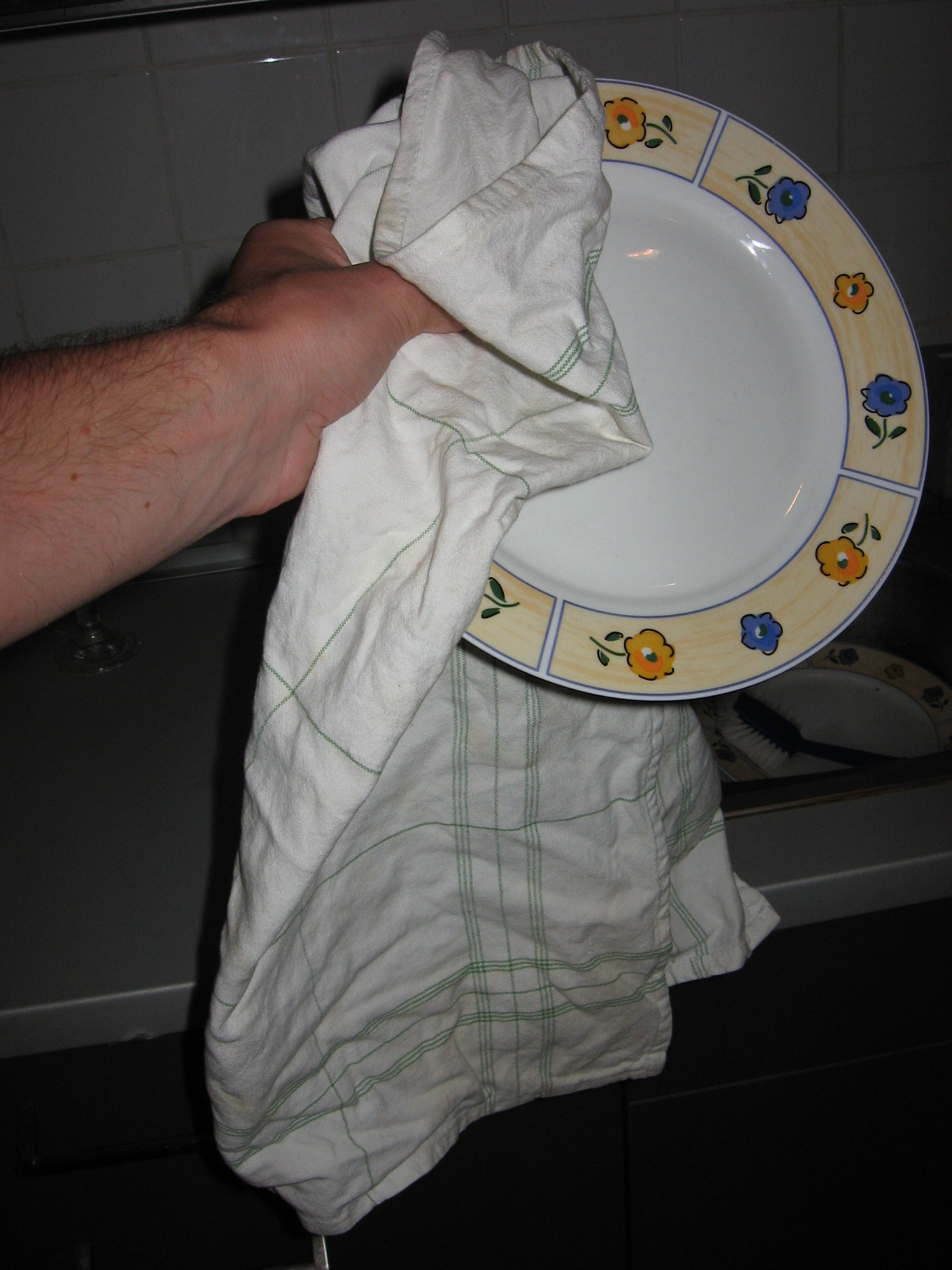
Theedoek
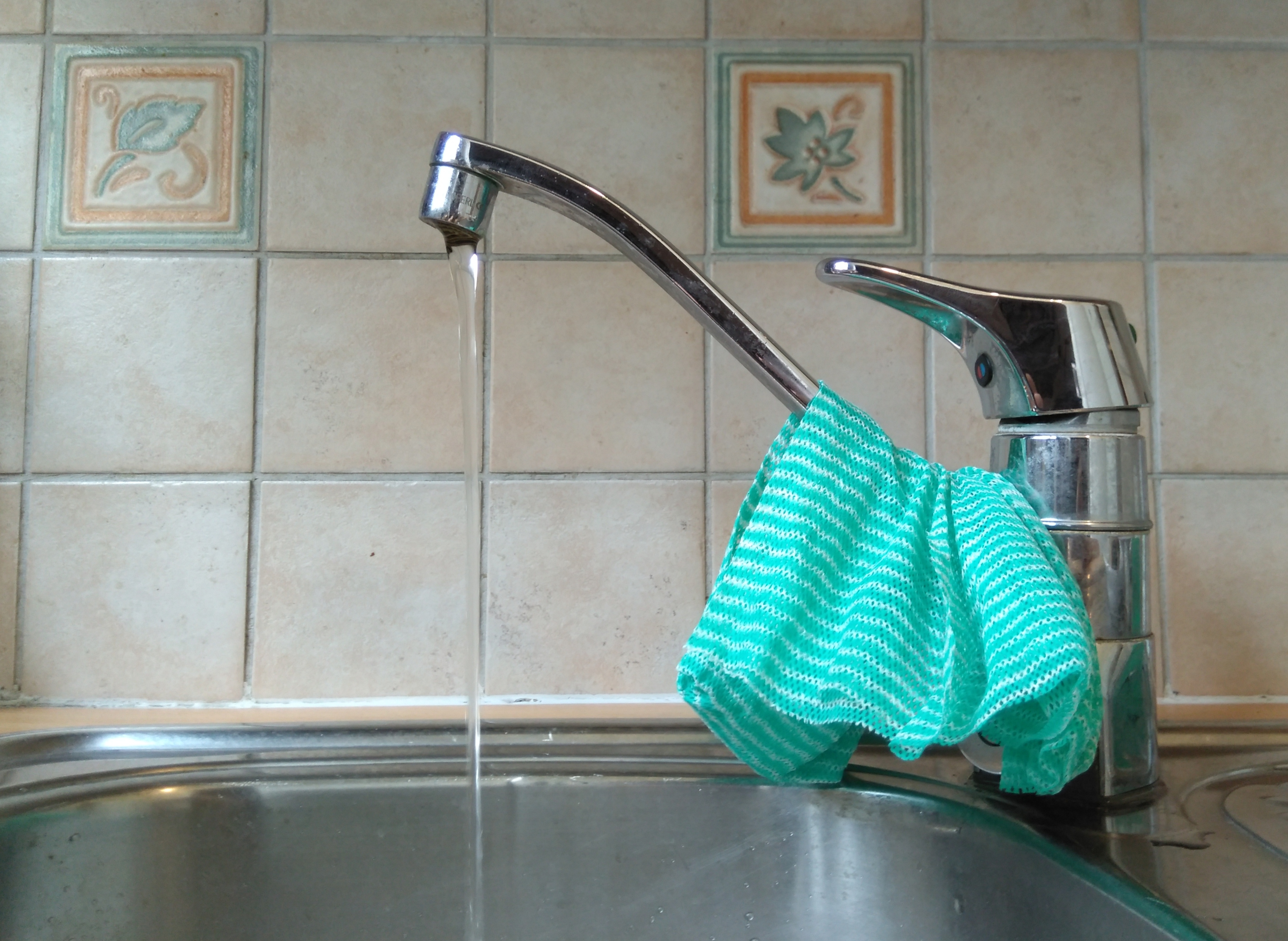
Vaatdoek
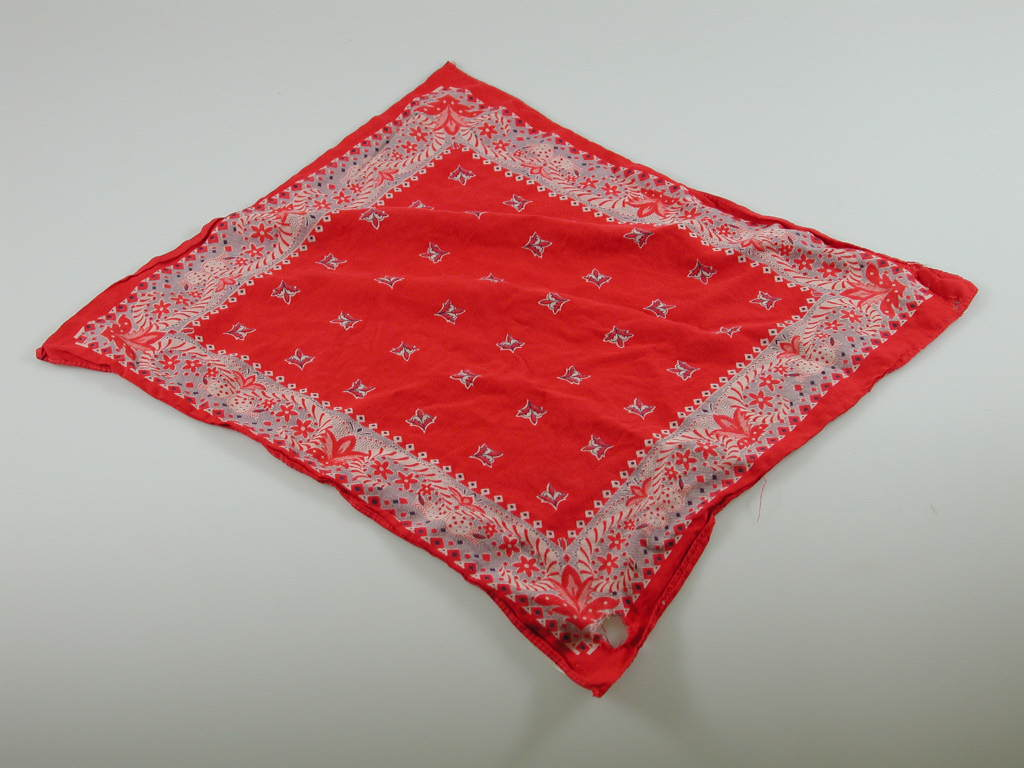
Zakdoek
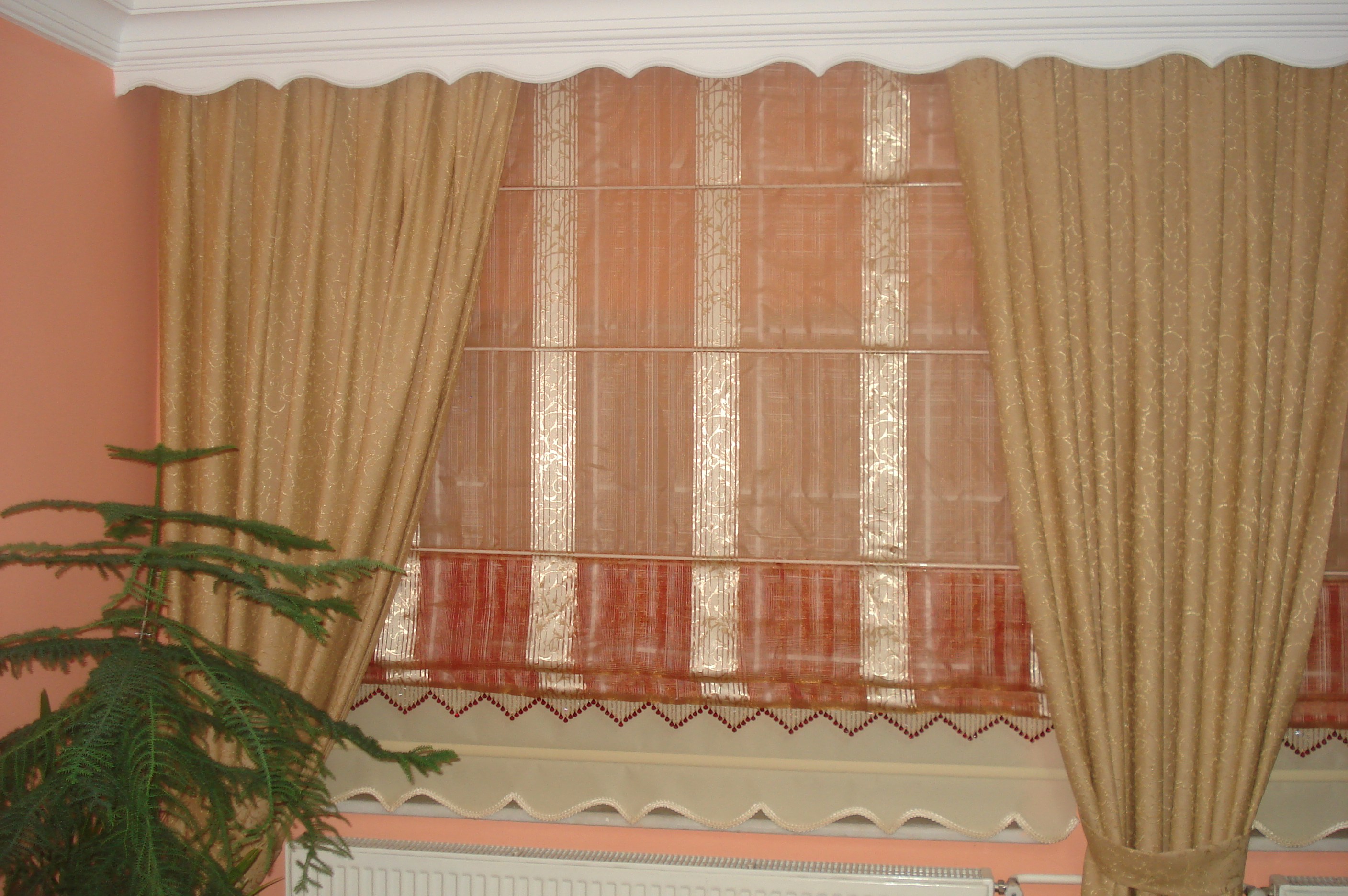
Gordijnen
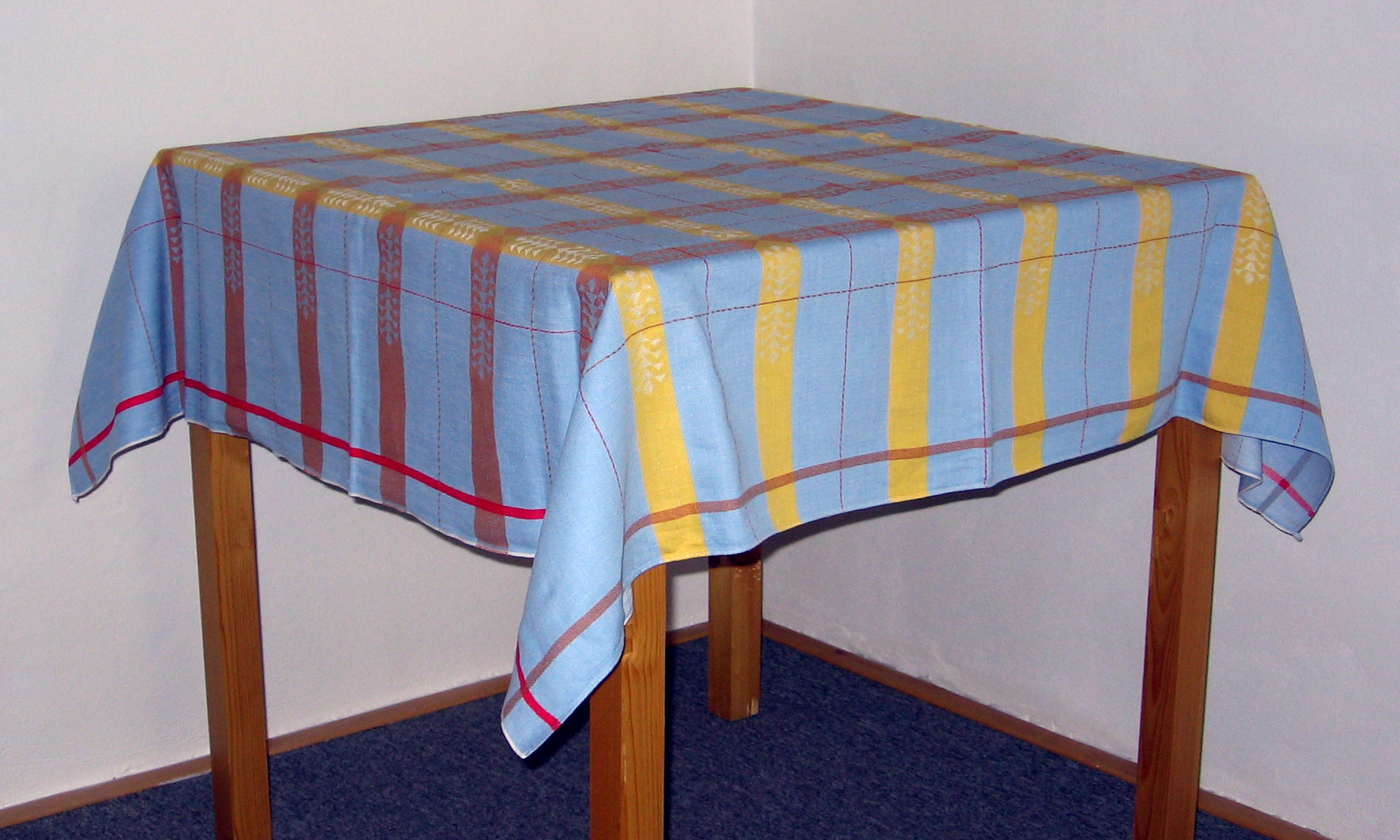
Tafelkleed
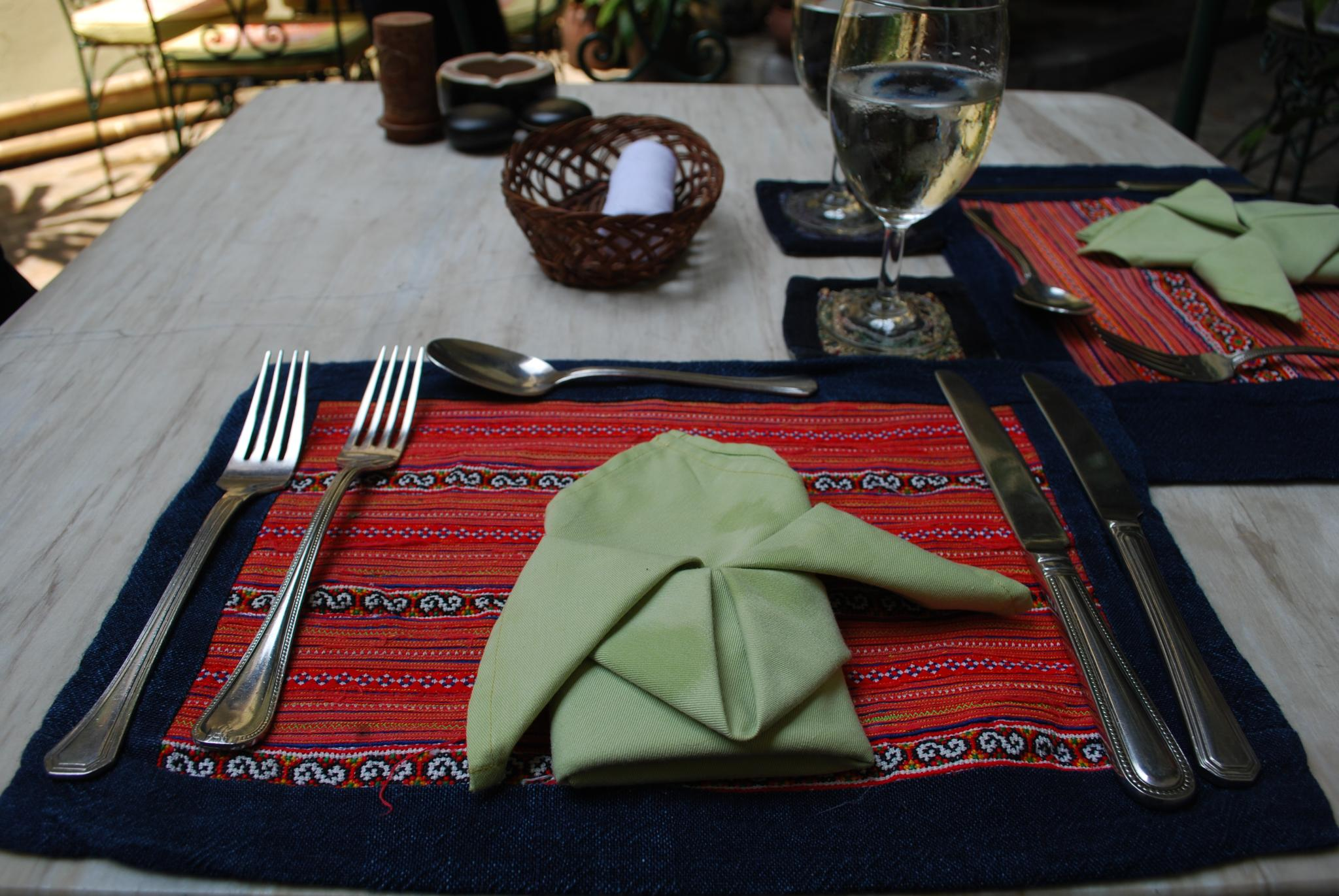
Placemat met servet
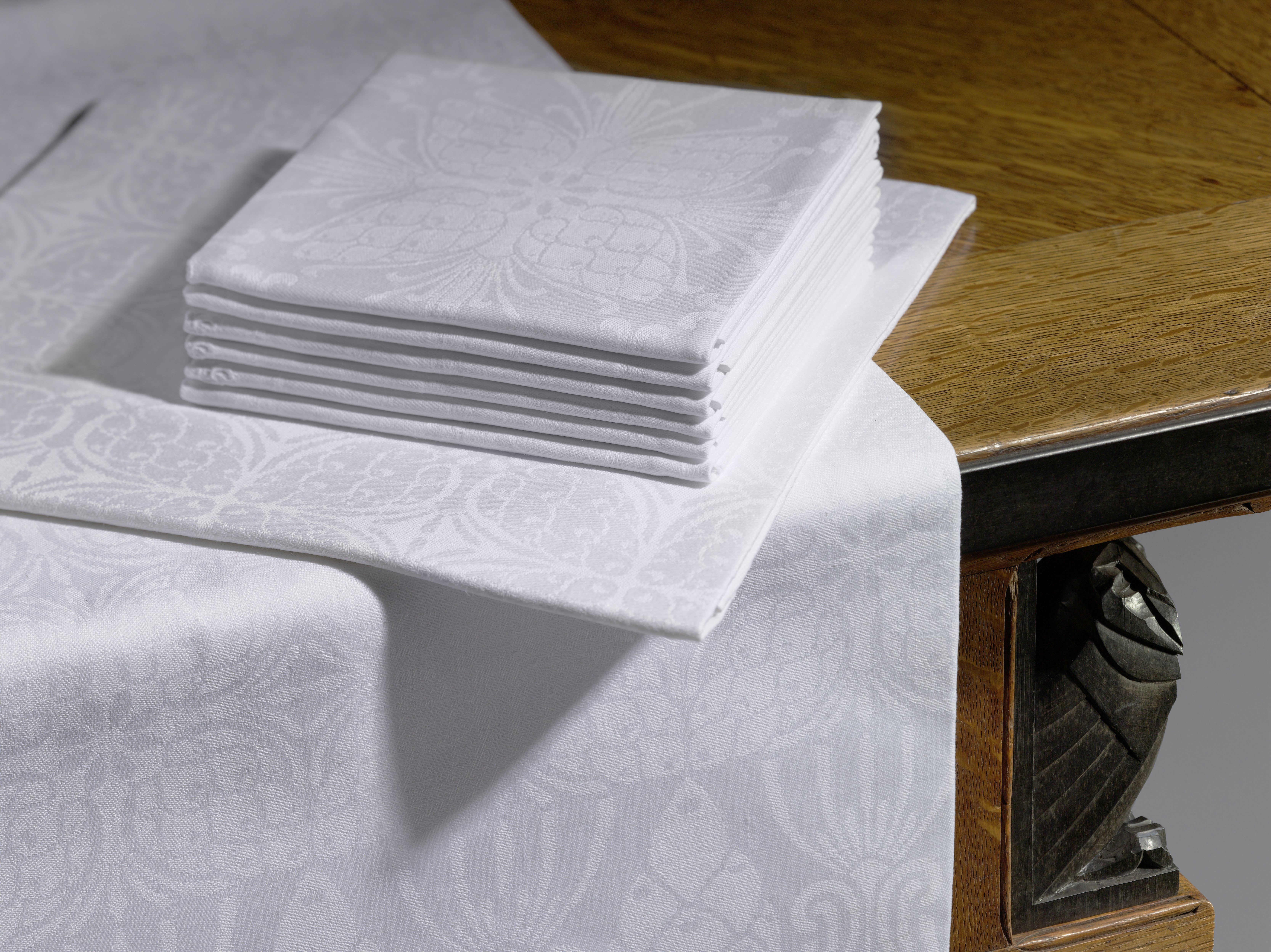
Vingerdoeken
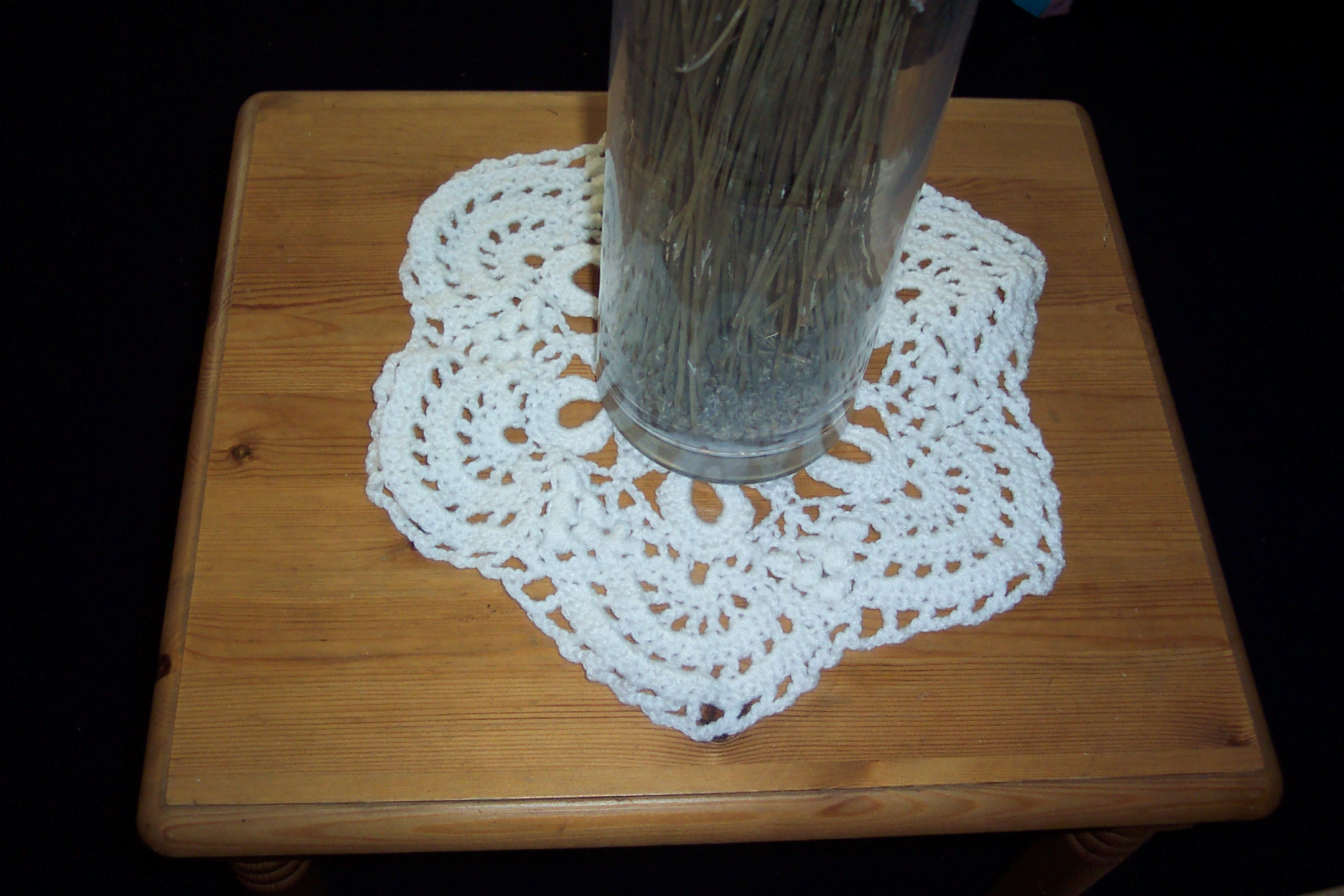
Napperon